# 一個原則、三個堅持、五個反對
一個原則、三個堅持、五個反對是中華民國總統陳水扁于2005年8月6日在出席台灣團結聯盟四週年黨慶活動時的講話提出的兩岸事務的準則。

## 内容
陳水扁總統關於一個原則、三個堅持、五個反對的原文如下：
「一個原則」就是「保台灣」、「保台灣的主權」，在「民主、對等、和平」的原則下，與中國對話協商。但兩岸事務的處理首先必須要尊重台灣人民民主的選擇與自由意願。在彼此對等的基礎上，以政府對政府的方式，進行兩岸的對話、協商與談判。同時，任何台海的爭端只能以和平的方式解決，不得使用武力。
「三個堅持」就是為了國內政局的穩定及積極尋求兩岸關係的突破，我們願意進行全面的和解，但這並不表示我們放棄了原有的理想。朝野要和解、兩岸更要和解，但是和解必須符合三項不變的堅持：第一、我們堅持民主改革的理想不會改變；第二、堅持台灣主體意識的主流路線不會改變；第三、堅持讓台灣成為一個正常、完整、進步、美麗而偉大的國家，這樣的使命也不會改變。
「五個反對」：第一、堅決反對企圖併吞台灣，將台灣變成中國一部份的「一個中國原則」；第二、堅決反對將台灣香港化、澳門化，將台灣變成香港與澳門第二的「一國兩制」；第三、堅決反對以「一個中國、一國兩制」為內涵的所謂「九二共識」；第四、堅決反對任何分割國民主權、剝奪台灣人民自由選擇權利，而以「統一」為前提或唯一選項的「兩岸一中」或「憲法一中」的主張；第五、堅決反對中國要以「非和平方式」解決台海問題的「反分裂國家法」。相信這五個反對也是台聯先進朋友大家共同的反對。

## 外界反應
陳水扁總統提出此論斷后，各方反應不一，台灣泛藍陣營及大陸普遍持否定態度。
- 中國國民黨：国民党主席连战表达国民党已经为两岸关系搭好桥、铺好路，就看当局走不走。陈水扁提出“一原则、三坚持、五反对”，明显是不上路、不走桥。
- 親民黨：陈水扁提出的“一原则、三坚持、五反对”，没有突破性与开创性的见解，反而是走回头路与倒退，陈水扁必须为两岸的未来负起责任。
- 中华人民共和国：台湾当局领导人顽固坚持“台独 ”立场，不断鼓吹“台独”分裂主张；有意限制两岸经济等方面的交流，甚至给大陆扣上莫须有的“罪名”，蓄意挑起两岸对立，恶化两岸关系，这种做法与两岸的主流民意和发展趋势背道而驰，只会使他自己越来越孤立，路越走越窄，最终将自食恶果。